# Cuchillo Negro
Cuchillo Negro (vero nome Baishan, traduzione inglese Black Knife) (1796 circa – 1857) è stato un condottiero nativo americano, importante capo Tchihende (Mimbreño) Apache della sottodivisione Warm Springs dal decennio 1830 fino a quasi tutto il decennio 1850.
Il territorio Mimbreño, situato tra il territorio Mescalero a est e il territorio Chiricahua a ovest, comprendeva il Nuovo Messico sud-occidentale a ovest del Rio Grande.

## Guerriero e capo Apache: il tempo dei Nakaiye
Cuchillo Negro (Baishan, "Knife"), figlio del famoso e temuto Fuerte noto anche come Soldado Fiero, divenuto un giovane guerriero nella seconda metà del decennio 1810, nei decenni 1820 e 1830 acquisì esperienza e notorietà combattendo i principali nemici degli Apache, quali i Navaho e soprattutto i Messicani (Nakaiye). Proprio i Messicani tradussero il suo nome apache come Cuchillo ("Knife") o anche come Cuchillo Negro  ("Black Knife"), per via della pratica apache di annerire le armi per renderle meno visibili a distanza sotto i raggi del sole.
Fu a propria volta uno tra i più rispettati e temuti capi del popolo Tchihende per circa tre decenni dall’inizio degli anni 1830, e il capo principale delle bande Warm Springs dei Tchihende ("Chihenne") Apache dopo la morte di Fuerte nel 1837 (o 1035) presso Janos; fu anche il secondo capo principale dell’intera divisione Tchihende (or Mimbreño) Apache dopo (o insieme a) Mangas Coloradas, suo compagno di gioventù e probabilmente suo cognato, a propria volta capo delle bande Coppermine degli stessi Tchihende (o "Chihenne") Apache. Nel 1835 (o 1837), Fuerte, capo degli Warmspring Mimbreño Apache, fu ucciso nei pressi di Santa Rita del Cobre da truppe messicane appartenenti al presidio della vicina Janos, ma Juan José Compa, all’epoca anziano capo principale dei Coppermine Mimbreño Apaches, che era in rapporti amichevoli coi Messicani (o almeno con quelli del posto), rifiutò la richiesta di Cuchillo Negro di aiutarlo ad assalire e distruggere Santa Rita; Cuchillo Negro si vendicò allora con una sanguinosa scorreria nella vicina Sonora. Quando anche Juan José Compa fu ucciso a tradimento nel 1837 in un massacro organizzato da una banda di cacciatori di scalpi a Santa Rita del Cobre, Cuchillo Negro, invece, si unì a Mangas Coloradas nella vendetta comune (probabilmente più per il desiderio di ulteriore vendetta per la morte di Fuerte e per l’antico sodalizio con Mangas Coloradas che per rispetto nei confronti di Juan José), e i due famosi capi attuarono una serie di sanguinose scorrerie contro i Messicani, mettendo a ferro e fuoco la regione intorno alla cittadina mineraria, assediando Santa Rita e infine assalendo la colonna dei Messicani in fuga dopo l’evacuazione del paese e massacrandone un gran numero. Nel 1844 le truppe messicane millantarono l’uccisione di Cuchillo Negro nel corso di un combattimento sulle Oputo Mountains.

## Guerriero e capo Apache: l'arrivo dei Pindah-likoyee
Allo scoppio della guerra tra U.S.A. e Messico, nel 1846, i capi Apache autorizzarono il libero passaggio delle truppe statunitensi che si accingevano a penetrare nel territorio messicano, stipulando anche un trattato di pace con gli U.S.A.; lo stazionamento di truppe statunitensi nel Nuovo Messico e nell’Arizona fu tollerato fino a quando l’afflusso di cercatori d’oro e d’argento nelle terre Apache non esaurì la pazienza di costoro, che incominciarono a considerare gli Anglo-americani (Pindah-likoyee) come nient'altro che nuovi nemici.
Nel 1847 Cuchillo Negro convocò un concilio dei capi Tchihende (Mimbreño), Tsokanende (Chiricahua) and Ndendahe (Mogollon), per vendicare il massacro di Galeana. Nel tardo autunno Mangas Coloradas, Cuchillo Negro e, probabilmente, i capi Tsokanende Miguel Narbona, Tapilà e Yrigollen, con 200 guerrieri, scatenarono un’incursione contro il Chihuahua, occupando Ramos, nelle vicinanze di Janos, e uccidendo la maggior parte degli abitanti. Nel 1848 Mangas Coloradas e Cuchillo Negro con i loro Mimbreños, e Miguel Narbona e Yrigollen con i loro Chiricahuas, attaccarono la Sonora, e il 18 febbraio bruciarono Chinapa, uccidendo o catturando un gran numero di Messicani.
Il nome di Cuchillo Negro è citato ripetutamente nei registri di trattati e altri rapporti con gli Apache durante i primi anni della giurisdizione statunitense sul New Mexico Territory a seguito del trattato di Guadalupe Hidalgo (2 febbraio 1848), col quale il Messico cedeva agli U. S. A. il Nuevo Mexico (comprendente il Nuovo Messico e l'Arizona - salvo il territorio successivamente acquistato con il Gadsden Purchase del 30/12/1853 - e la parte meridionale del Colorado e dello Utah). Nel 1851 l’insediamento a Santa Rita del Cobre della delegazione statunitense (col gen. J.R. Bartlett) nella Commissione Messicano-Statunitense per la definizione del Confine e la riapertura delle miniere di rame di Santa Rita del Cobre copper comportò una conferenza con i nuovi venuti statunitensi; e Cuchillo Negro, come Mangas Coloradas, Delgadito, Ponce, Coleto Amarillo e tutti i più mportanti capi Tchihende e Ndendahe, dovette affrontare nuovi problemi. Nel giugno 1851 Mangas Coloradas, con Delgadito, Ponce e Coleto Amarillo, andò a Santa Rita del Cobre per incontrare il gen. Bartlett. La discussione proseguì finché gli Apache non si accorsero con delusione di essere stati ingannati; anche Cuchillo Negro dovette affrontare nuovi problemi per via di alcuni giovani Messicani ormai adottati dagli Warmspring Mimbreño, dei quali il gen. Bartlett pretendeva la restituzione. Nel 1853, con Ponce, Delgadito e Victorio, Cuchillo Negro sottoscrisse un trattato a Fort Webster con l‘agente Edward H. Wingfield, inviato dal Governatore del New Mexico Territory, William Carr Lane.

## Morte
L’Esercito statunitense rivendicò l’uccisione di Cuchillo Negro nel Black Range per opera di scouts Pueblo, agli ordini del col. William W. Loring, delle truppe condotte contro i Coyoteros dal col. Benjamin L.E. Bonneville, durante la Bonneville Expedition nel 1857 (25 maggio, al Cañon de los Muertos Carneros). Il sito web di Fort Sill, invece, afferma erroneamente che il grande capo degli Warmspring Mimbreño "morì in una spedizione di vendetta a Ramos (1850)".  Il noto capo Nana (Kas-tziden, "Broken Foot") era l’erede naturale per età e prestigio, anche per il curriculum guerresco e l’abilità tattica, di Cuchillo Negro come capo degli Warm Spring Tchihende, ma l’ascesa del più giovane Victorio lo superò entro l’inizio del decennio 1860 ed egli ne divenne, anzi, prezioso alleato e fedele luogotenente.